# Fin de la ciencia
El fin de la ciencia es un tema controvertido que genera interesantes y recurrentes debates sobre el progreso científico, el conocimiento y el futuro del saber científico.
Algunos científicos han anunciado el fin inminente del progreso de la ciencia, o al menos de algunas de sus ramas. Por ejemplo James Clerk Maxwell, William Thomson, y más recientemente Stephen Hawking, especularon sobre el próximo fin de la física.
El asunto de un posible fin de la ciencia también tiene ocupados a los filósofos de las ciencias. Charles Renouvier entrevé e intuye la posibilidad de una síntesis única de los conocimientos científicos ahora dispersos, lo que constituiría el fin de la ciencia, o por lo menos el fin de la etapa actual de progreso.
John Horgan, un periodista científico que escribe para varias conocidas revistas, entre ellas Scientific American, sostiene que lo esencial de los grandes descubrimientos científicos ya han sido realizados y que por tanto de ahora en más, no deben esperarse nuevas e importantes revoluciones científicas. A la inversa, Bruno Latour responde que «no hay ni fin de la ciencia ni fin de la historia, y que no lo habrá nunca».